# Frustration Ridge, Antarktis (2)
Frustration Ridge är en bergstopp i Antarktis. Den ligger i Östantarktis. Australien gör anspråk på området. Toppen på Frustration Ridge är 1 808 meter över havet, eller 21 meter över den omgivande terrängen. Bredden vid basen är 1,6 km.
Terrängen runt Frustration Ridge är kuperad åt sydost, men åt nordväst är den platt. Trakten är obefolkad. Det finns inga samhällen i närheten. 